# MTV Unplugged: Autentycznie
MTV Unplugged: Autentycznie – album koncertowy polskiego rapera O.S.T.R.-a. Wydawnictwo ukazało się 28 kwietnia 2017 roku nakładem wytwórni muzycznej Asfalt Records. Płyta zawiera zapis z koncertu akustycznego, który odbył się 20 marca 2017 roku  w Studio ATM w Warszawie. Album ukazał się także na płytach winylowych.

## Lista utworów
| Nr  | Tytuł utworu                                     | Długość |
| --- | ------------------------------------------------ | ------- |
| 1.  | „Od Autora/Prolegomena”                          | 1:13    |
| 2.  | „We Krwi (Since I Saw You)”                      | 3:22    |
| 3.  | „Diagnoza”                                       | 4:38    |
| 4.  | „Kto Gasi Światło?”                              | 3:28    |
| 5.  | „Miami”                                          | 4:37    |
| 6.  | „Scenariusz Sądnych Dni”                         | 3:59    |
| 7.  | „Spowiedź”                                       | 4:52    |
| 8.  | „Życie Po Śmierci”                               | 4:22    |
| 9.  | „Bilans”                                         | 3:21    |
| 10. | „Kropla Wody”                                    | 4:31    |
| 11. | „Raut”                                           | 3:19    |
| 12. | „WudźTangClan”                                   | 3:52    |
| 13. | „Jaki Ojciec Taki Syn” (Gościnnie: Ostry Junior) | 3:59    |
| 14. | „To Mój Dzień”                                   | 5:21    |
| 15. | „Epilog”                                         | 3:34    |
| 16. | „Coda” (Gościnnie: Leszek Możdżer)               | 4:02    |
|     |                                                  | 1:02:30 |

## Twórcy albumu
- Aranżacja – Jakub Krukowski, Piotr Jończyk, Wojciech Fedkowicz
- Okładka – Grzegorz "Forin" Piwnicki
- Crew [MTV] – Agnieszka Dymerska, Daniel Reszka, Doti Neef, Maria Czech
- Realizacja Dźwięku, Nagranie, Miksowanie, Mastering – Adam Celiński
- Producent Wykonawczy Asfalt Records – Emanuela Chełmońska, Marcin Grabski
- Producent Wykonawczy MTV Unplugged – Tomasz Kuzalski
- Muzyka – Adam Ostrowski, Chris Van Rootselaar, Jaap Wiewel
- Wiolonczela – Sylwia Spodobalska
- Kontrabas – Jacek Fedkowicz
- Perkusja – Wojciech Fedkowicz
- Harfa – Agnieszka Grela-Fedkowicz
- Perkusjonalia – Piotr Jończyk
- Fortepian – Leszek Możdżer (Gościnnie)
- Fortepian, Organy – Jakub Krukowski
- Rap, Słowa – Adam Ostrowski
- Rap – Ostry Junior (Gościnnie)
- Śpiew – Basia Pospieszalska
- Zdjęcia  – Paweł Zanio, Marcin Grabski

## Listy sprzedaży
| Lista       | Kraj   | Pozycja |
| ----------- | ------ | ------- |
| OLiS        | Polska | 2       |
| OLiS. WINYL | Polska | 2       |

## Certyfikat
| Polska (ZPAV) | Tytułem                     | Status | Sprzedaż |
| ------------- | --------------------------- | ------ | -------- |
| Polska (ZPAV) | MTV Unplugged: Autentycznie | Złoto  | 15 000+  |